# Marpissa endenae
Marpissa endenae là một loài nhện trong họ Salticidae.
Loài này thuộc chi Marpissa. Marpissa endenae được Biswamoy Biswas & Biswamoy Biswas miêu tả năm 1992.